# Bantayan (eiland)
Bantayan is een eiland in de Filipijnen. Het ligt ten noorden van het eiland Cebu en behoort tot de provincie Cebu. Volgens de officiële telling uit 2000 had het eiland ongeveer 120.000 bewoners.

## Geografie

### Bestuurlijke indeling
Het eiland Bantayan bestaat uit de volgende drie gemeenten:
- Bantayan
- Madridejos
- Santa Fe